# Marie Josefa Habsbursko-Lotrinská
Marie Josefa Habsbursko-Lotrinská (19. březen 1751, Vídeň, Rakouské císařství – 15. říjen 1767, Vídeň) byla rakouská arcivévodkyně z habsbursko-lotrinské dynastie.

## Život

### Dětství

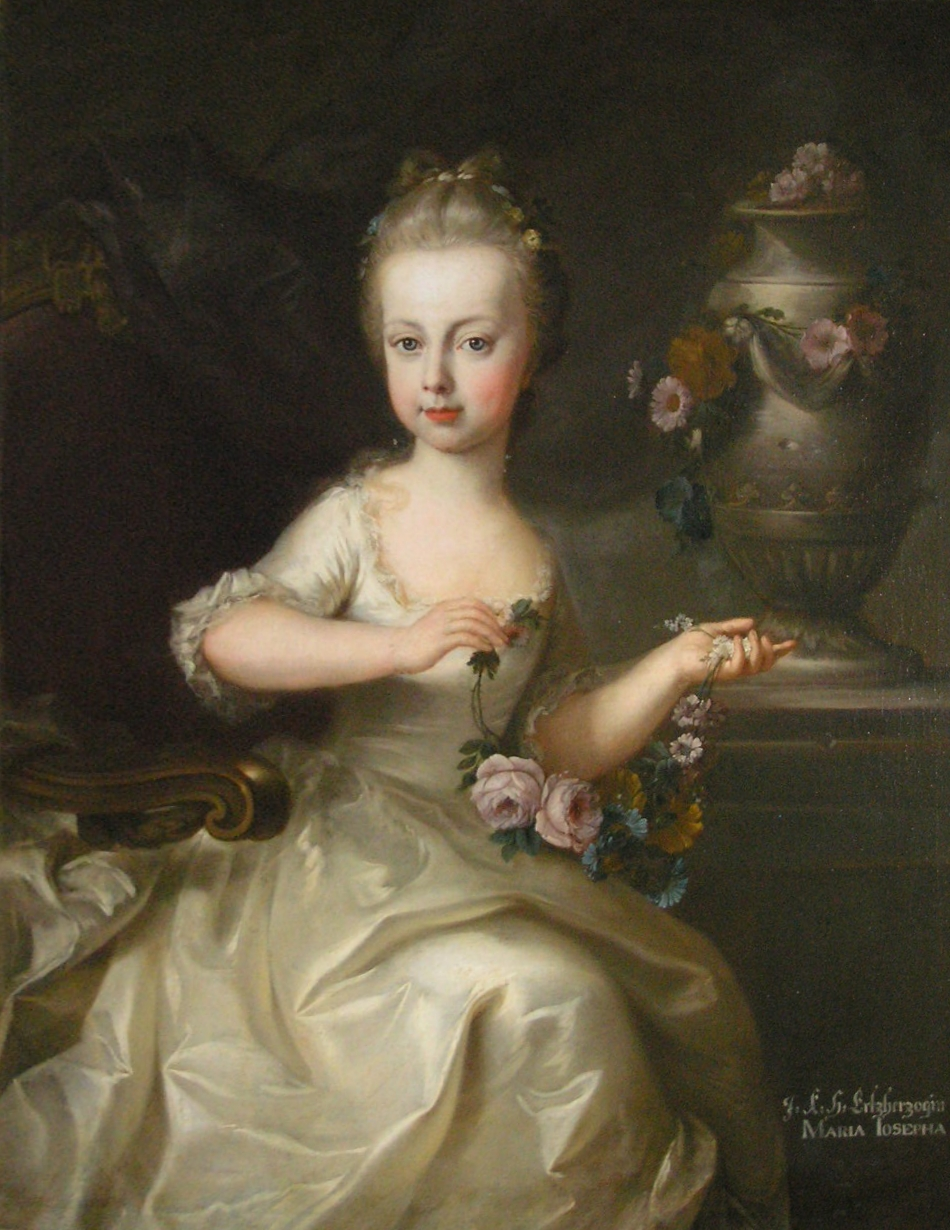
Marie Josefa Habsbursko-Lotrinská jako dítě

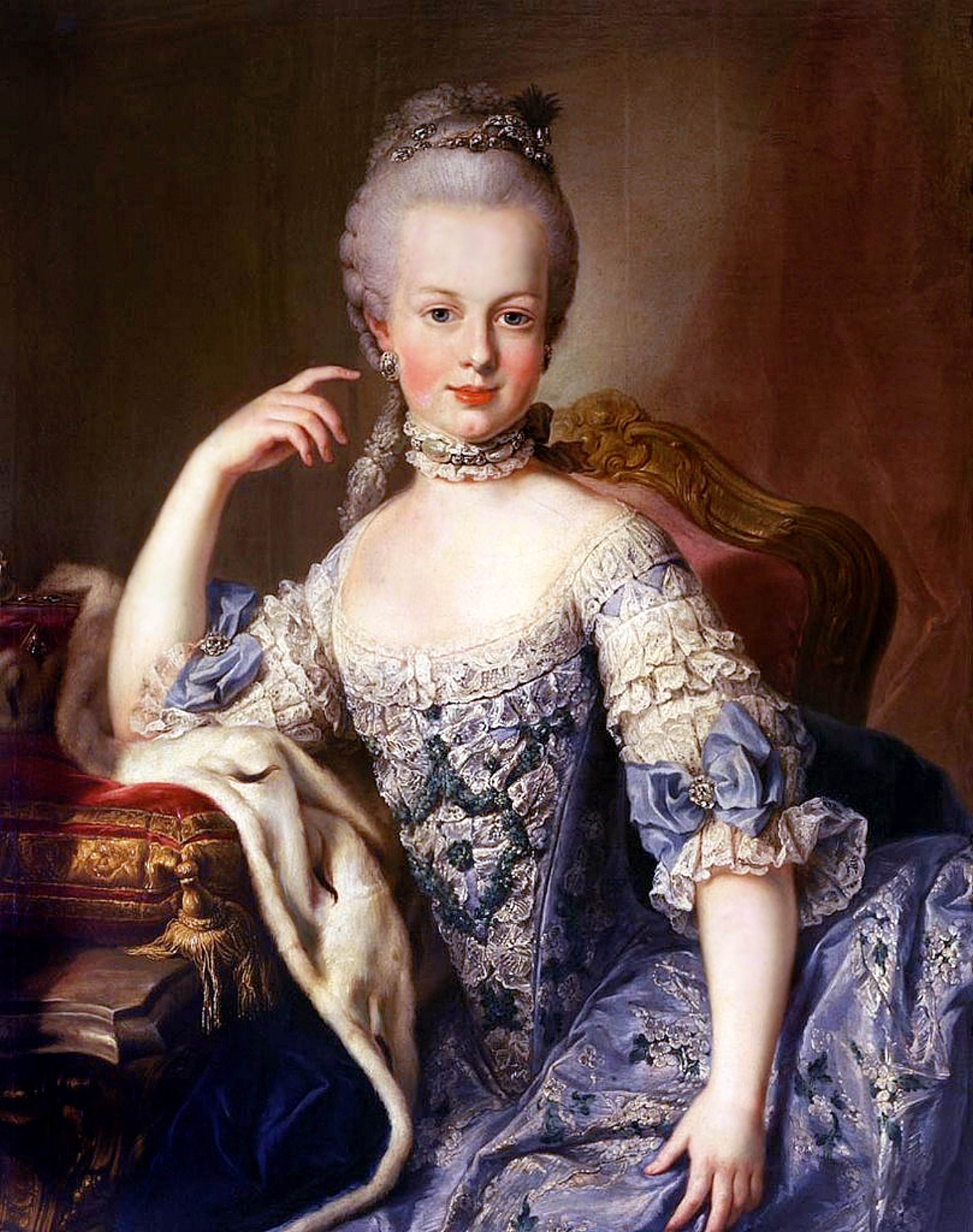
Portrét Marie Josefy zřejmě z roku 1767.

Marie Josefa byla devátou dcerou a dvanáctým potomkem rakouské císařovny Marie Terezie a římského císaře Františka I. Štěpána Lotrinského. 
Měla 15 sourozenců, mezi nimi císařové Josef II. a Leopold II. a starší sestry Marie Anna, Marie Amálie, vévodkyně parmská, Marie Kristina, vévodkyně sasko-těšínská a mladší Marie Karolína, královna neapolsko-sicilská a Marie Antonie (více známá pod jménem Marie Antoinetta), královna francouzská.
V rodinném kruhu říkali Marii Josefě Seferl. Matka ji považovala za nepříliš hezkou a málo talentovanou. Nelíbilo se jí její hrubé chování, sklony k rozšiřování a shromažďování drbů a také se domnívala, že není v ničem dosti vytrvalá.
Její dětství probíhalo klidně. Marie Terezie žila se svou rodinou domácký styl života, ceremoniály dodržovala jen při důležitých příležitostech, tudíž měly všechny děti nevázané dětství, i když poznamenané matčinou přísnou výchovou. Co se učiva týče, dbala Marie Terezie u dívek především na znalost cizích jazyků, na prvém místě diplomatického jazyka - francouzštiny a dále pak jazyka země, do níž měla být dcera provdána. Důraz se kladl na náboženství, dívky byly vychovávány ke zbožnosti, poslušnosti a oddanosti.
Marie Josefa byla vychovávána pod dohledem vychovatelky hraběnky Walpurgy Lerchenfeldové se svou o rok starší sestrou Marií Johanou Gabrielou, k níž ji poutal hluboký citový vztah. V jedenácti letech jí zasadila velkou psychickou ránu smrt její milované sestry Johanny, která zemřela na neštovice. Dvorní lékař Gerard van Swieten musel neustále truchlící Josefě dokonce doporučit uklidňující nápoj. Ustaraná matka pro ni a menší děti pořádala navíc denní vyjížďky po schönbrunnském Prátru. Přesto trvalo dlouho, než se Marie Josefa se smrtí Johanny smířila.

### Mládí
V Josefiných dvanácti letech se matka rozhodla zasnoubit ji s Ferdinandem Neapolsko-Sicilským (jemuž byla původně zaslíbena Marie Johana Gabriela), což před ní nejprve tajila. Nicméně mladá arcivévodkyně se o tom dozvěděla, a z povídaček u dvora dobře věděla, jak těžký úděl ji čeká. Ferdinand byl neotesaný hulvát, což nejlépe poznala po smrti Josefy její mladší sestra Marie Karolína. Na přípravu pro roli budoucí královny měla Josefínina aja (vychovatelka) pouze 4 roky.
Když byl dohodnut termín svatby, dostala Marie Josefa jako svatební dar od jedné ze svých tet 99 rób i s doplňky. Marie Josefa je však nestihla užít, neboť těsně před svatbou zemřela - ve věku šestnácti let podlehla stejně jako její sestra Johana Gabriela neštovicím. Onemocněla 4. října 1767 po návštěvě své sestry v Císařské kryptě a zemřela jedenáct dní poté. (Epidemie neštovic v té době zasáhla značnou část Evropy a své oběti vybírala nejen mezi chudými, ale i v nejvyšších kruzích, o čemž svědčí počet obětí neštovic mezi členy císařské rodiny - v roce 1762 Josefina sestra Marie Johana Gabriela, v roce 1763 první manželka Josefa II. Isabela Parmská, v květnu roku 1767 jeho druhá manželka Marie Josefa Bavorská a 15. říjen 1767 Marie Josefa.
Osiřelému snoubenci císařovna přislíbila další svou dceru, arcivévodkyni Marii Karolínu.

## Vývod z předků
|                                     |                                             |  |                           |                                                             |  |  |  |  |  |  |  | Mikuláš František Lotrinský |
|                                     |                                             |  |                           |                                                             |  |  |  |  |  |  |  |                             |
|                                     | Karel V. Lotrinský                          |  |                           |                                                             |  |  |  |  |  |  |  |                             |
|                                     |                                             |  |                           |                                                             |  |  |  |  |  |  |  |                             |
|                                     |                                             |  |                           | Klaudie Lotrinská                                           |  |  |  |  |  |  |  |                             |
|                                     |                                             |  |                           |                                                             |  |  |  |  |  |  |  |                             |
|                                     | Leopold Josef Lotrinský                     |  |                           |                                                             |  |  |  |  |  |  |  |                             |
|                                     |                                             |  |                           |                                                             |  |  |  |  |  |  |  |                             |
|                                     |                                             |  |                           | Ferdinand III. Habsburský                                   |  |  |  |  |  |  |  |                             |
|                                     |                                             |  |                           |                                                             |  |  |  |  |  |  |  |                             |
|                                     | Eleonora Marie Josefa Habsburská            |  |                           |                                                             |  |  |  |  |  |  |  |                             |
|                                     |                                             |  |                           |                                                             |  |  |  |  |  |  |  |                             |
|                                     |                                             |  |                           | Eleonora Magdalena Gonzagová                                |  |  |  |  |  |  |  |                             |
|                                     |                                             |  |                           |                                                             |  |  |  |  |  |  |  |                             |
|                                     | František I. Štěpán Lotrinský               |  |                           |                                                             |  |  |  |  |  |  |  |                             |
|                                     |                                             |  |                           |                                                             |  |  |  |  |  |  |  |                             |
|                                     |                                             |  |                           | Ludvík XIII.                                                |  |  |  |  |  |  |  |                             |
|                                     |                                             |  |                           |                                                             |  |  |  |  |  |  |  |                             |
|                                     | Filip I. Orleánský                          |  |                           |                                                             |  |  |  |  |  |  |  |                             |
|                                     |                                             |  |                           |                                                             |  |  |  |  |  |  |  |                             |
|                                     |                                             |  |                           | Anna Rakouská                                               |  |  |  |  |  |  |  |                             |
|                                     |                                             |  |                           |                                                             |  |  |  |  |  |  |  |                             |
|                                     | Alžběta Charlotta Orleánská                 |  |                           |                                                             |  |  |  |  |  |  |  |                             |
|                                     |                                             |  |                           |                                                             |  |  |  |  |  |  |  |                             |
|                                     |                                             |  |                           | Karel I. Ludvík Falcký                                      |  |  |  |  |  |  |  |                             |
|                                     |                                             |  |                           |                                                             |  |  |  |  |  |  |  |                             |
|                                     | Alžběta Šarlota Falcká                      |  |                           |                                                             |  |  |  |  |  |  |  |                             |
|                                     |                                             |  |                           |                                                             |  |  |  |  |  |  |  |                             |
|                                     |                                             |  |                           | Šarlota Hesensko-Kasselská                                  |  |  |  |  |  |  |  |                             |
|                                     |                                             |  |                           |                                                             |  |  |  |  |  |  |  |                             |
| 'Marie Josefa Habsbursko-Lotrinská' |                                             |  |                           |                                                             |  |  |  |  |  |  |  |                             |
|                                     |                                             |  |                           |                                                             |  |  |  |  |  |  |  |                             |
|                                     |                                             |  | Ferdinand III. Habsburský |                                                             |  |  |  |  |  |  |  |                             |
|                                     |                                             |  |                           |                                                             |  |  |  |  |  |  |  |                             |
|                                     | Leopold I.                                  |  |                           |                                                             |  |  |  |  |  |  |  |                             |
|                                     |                                             |  |                           |                                                             |  |  |  |  |  |  |  |                             |
|                                     |                                             |  |                           | Marie Anna Španělská                                        |  |  |  |  |  |  |  |                             |
|                                     |                                             |  |                           |                                                             |  |  |  |  |  |  |  |                             |
|                                     | Karel VI. Habsburský                        |  |                           |                                                             |  |  |  |  |  |  |  |                             |
|                                     |                                             |  |                           |                                                             |  |  |  |  |  |  |  |                             |
|                                     |                                             |  |                           | Filip Vilém Falcký                                          |  |  |  |  |  |  |  |                             |
|                                     |                                             |  |                           |                                                             |  |  |  |  |  |  |  |                             |
|                                     | Eleonora Magdalena Falcko-Neuburská         |  |                           |                                                             |  |  |  |  |  |  |  |                             |
|                                     |                                             |  |                           |                                                             |  |  |  |  |  |  |  |                             |
|                                     |                                             |  |                           | Alžběta Amálie Hesensko-Darmstadtská                        |  |  |  |  |  |  |  |                             |
|                                     |                                             |  |                           |                                                             |  |  |  |  |  |  |  |                             |
|                                     | Marie Terezie                               |  |                           |                                                             |  |  |  |  |  |  |  |                             |
|                                     |                                             |  |                           |                                                             |  |  |  |  |  |  |  |                             |
|                                     |                                             |  |                           | Anton Ulrich Brunšvicko-Wolfenbüttelský                     |  |  |  |  |  |  |  |                             |
|                                     |                                             |  |                           |                                                             |  |  |  |  |  |  |  |                             |
|                                     | Ludvík Rudolf Brunšvicko-Wolfenbüttelský    |  |                           |                                                             |  |  |  |  |  |  |  |                             |
|                                     |                                             |  |                           |                                                             |  |  |  |  |  |  |  |                             |
|                                     |                                             |  |                           | Alžběta Juliana Šlesvicko-Holštýnsko-Sonderbursko-Norburská |  |  |  |  |  |  |  |                             |
|                                     |                                             |  |                           |                                                             |  |  |  |  |  |  |  |                             |
|                                     | Alžběta Kristýna Brunšvicko-Wolfenbüttelská |  |                           |                                                             |  |  |  |  |  |  |  |                             |
|                                     |                                             |  |                           |                                                             |  |  |  |  |  |  |  |                             |
|                                     |                                             |  |                           | Albrecht Arnošt I. Öttingenský                              |  |  |  |  |  |  |  |                             |
|                                     |                                             |  |                           |                                                             |  |  |  |  |  |  |  |                             |
|                                     | Kristýna Luisa Öttingenská                  |  |                           |                                                             |  |  |  |  |  |  |  |                             |
|                                     |                                             |  |                           |                                                             |  |  |  |  |  |  |  |                             |
|                                     |                                             |  |                           | Kristýna Frederika Württemberská                            |  |  |  |  |  |  |  |                             |
|                                     |                                             |  |                           |                                                             |  |  |  |  |  |  |  |                             |